# Tilly Tremayne
Tilly Tremayne (* als Victoria Tilly Sanderson im Februar 1950 in Cuckfield, Sussex, England) ist eine britische Theater- und Filmschauspielerin.

## Leben
Tremayne war von 1979 bis zu seinem Tod mit dem britischen Schauspieler und Songwriter Trevor Peacock verheiratet. Die beiden wurden Eltern zweier Kinder, darunter der Schauspieler Harry Peacock. Ihre Schauspiellaufbahn begann zu Beginn der 1970er Jahre. 1974 erhielt sie eine Hauptrolle im Stück The Good Companions im London’s West End. 2011 spielte sie im Stück The Holy Rosenbergs neben Henry Goodman eine der Hauptrollen. Ihre dortige schauspielerische Leistung wurde von der New York Times gelobt. 2013 spielte sie eine Hauptrolle in The Curious Incident Of The Dog In The Night-Time am National Theatre. Von 2022 bis 2023 wirkte sie im Stück The Crucible mit.
Tremayne war auch für Film- und Serienproduktionen tätig. 1972 übernahm sie eine Nebenrolle im Film The Love Pill. Folgend übernahm sie immer wieder Episodenrollen in verschiedenen britischen Fernsehserien wie Inspektor Wexford ermittelt, The Bill, Casualty, Coronation Street, Heartbeat oder Doctors. 2007 spielte sie im Fernsehfilm Jane Austens Persuasion die Rolle der Viscountess Dalrymple.

## Theater (Auswahl)
- 1974: The Good Companions, London’s West End
- 2011: The Holy Rosenbergs, National Theatre
- 2013: The Curious Incident Of The Dog In The Night-Time, National Theatre
- seit 2022: The Crucible, National Theatre
- Fallen Angels, London’s West End
- Voyage Round My Father, London’s West End
- The Ordeal of Gilbert Pinfold, London’s West End
- The Front Page, Donmar
- Damned for Despair, Gate, Notting Hill
- Le Bourgeois gentilhomme, Orange Tree
- Adam Bede, Orange Tree
- Blackbird, Southwark Playhouse
- Who’s Afraid of Virginia Woolf, Northampton Royal
- Breaking the Code, Northampton Royal
- Present Laughter während der UK-Tour
- Leaping Ginger, Royal Exchange, Manchester
- Harvey, Royal Exchange, Manchester
- The Candidate, Royal Exchange, Manchester
- The Three Musketeers, Royal Exchange, Manchester
- Macbeth, Royal Exchange, Manchester
- The Odd Women, Royal Exchange, Manchester
- The Importance of Being Earnest, Royal Exchange, Manchester
- Peer Gynt, Royal Exchange, Manchester
- A Conversation, Royal Exchange, Manchester

## Filmografie (Auswahl)
- 1972: The Love Pill
- 1975: Poldark (Fernsehserie, Episode 1x01)
- 1981: Take the Stage (Fernsehserie, Episode 1x04)
- 1984: Me and My Girl (Fernsehserie, Episode 1x03)
- 1990: Wish Me Luck (Fernsehserie, 2 Episoden)
- 1992: Inspektor Wexford ermittelt (Ruth Rendell Mysteries, Fernsehserie, Episode 6x07)
- 1992: The Bill (Fernsehserie, Episode 8x92)
- 1995: Casualty (Fernsehserie, Episode 9x24)
- 1995: All Quiet on the Preston Front (Fernsehserie, Episode 2x02)
- 1995: Bliss (Fernsehfilm)
- 1996: London’s Burning (Fernsehserie, Episode 9x02)
- 1997: Touching Evil (Fernsehserie, Episode 1x03)
- 1998: Coronation Street (Fernsehserie, Episode 1x4375)
- 1999: Wing and a Prayer (Fernsehserie, Episode 2x06)
- 2000–2003: The Vice (Fernsehserie, 2 Episoden)
- 2001: Heartbeat (Fernsehserie, Episode 11x05)
- 2007: Doctors (Fernsehserie, Episode 8x130)
- 2007: Jane Austens Persuasion (Persuasion, Fernsehfilm)
- 2008: Blithe Spirit
- 2023: National Theatre Live: The Crucible